# Filip Polášek
Filip Polášek (n. 21 iulie 1985) este un jucător profesionist de tenis din Slovacia, specializat în dublu. Cea mai înaltă poziție în clasamentul la dublu este numărul 7 mondial la dublu realizat în februarie 2020 și numărul 555 mondial la simplu obținut în noiembrie 2007.
Polášek a fost nevoit să se retragă în 2013 din cauza problemelor de sănătate, dar s-a întors în 2018 și a început cea mai de succes etapă a carierei sale. În august 2019, a câștigat primul său titlu Masters 1000 la Cincinnati împreună cu partenerul Ivan Dodig. În 2021, a câștigat primul său titlu de Grand Slam la Australian Open, din nou cu Dodig. Polášek este primul jucător slovac de sex masculin care a ajuns la o finală de dublu de Grand Slam și primul care a câștigat un titlu de dublu masculin.
A câștigat 16 titluri de dublu în ATP Tour, și s-a calificat în finala ATP 2019. Polášek a reprezentat, de asemenea, Slovacia în Cupa Davis din 2008.